# Домбровиця (Щецинецький повіт)
Домбровиця (пол. Dąbrowica) — село в Польщі, у гміні Борне-Суліново Щецинецького повіту Західнопоморського воєводства.